# 정성재
정성재(定省齋)는 경상북도 안동시 예안면 귀단리에 있다. 2015년 11월 20일 안동시의 문화유산 제102호로 지정되었다.